# غرافيتي روش
غرافيتي روش (بالإنجليزية: Gravity Rush)‏، هي لعبة فيديو إلكترونية من نوع تقمص الأدوار وأكشن، أنتجت سنة 2012م، وتعمل لنظامي بلاي ستيشن 4 وبلاي ستيشن فيتا.